# فرزانه واحدي
فَرزانه واحدي (1984) مصورة أفغانية. ولدت في قندهار ونشأت في كابل. عملت في صحافة مصورة ووثائقية،  وركزت على المرأة الأفغانية في حقبة ما بعد طالبان، وهي أول مصورة أفغانية بارزة تعمل مع وكالات إعلامية دولية عديدة.

## سيرتها
ولدت فَرزانَه واحدي سنة 1984 م / 1404 هـ في قندهار ونشأت في كابول حيث انتقلت مع عائلتها إليها في سن السادسة. في عام 2002، دخلت مركز «آيينة» (AINA) الثقافي في كابول لدراسة التصوير الفوتوغرافي الاحترافي، الذي أسسه المصور الإيراني الفرنسي رضا دقتي. ثم بدأت عملها محترفًا في عام 2003. اهتمت بقضايا المرأة فعملت مع معظم المجلات ووكالات الأنباء مثل وكالة فرانس برس من 2004 إلى 2007 وفي 2007 انتقل إلى كندا حيث حصلت على منحة دراسية لأخذ برنامج التصوير الصحفي لمدة عامين في Loyalist College في بيلفيل، أونتاريو. وفي كندا واصلت عملها خلال دراستها وأقامت العديد من المعارض وفازت بالعديد من الجوائز.  عادت إلى أفغانستان في عام 2010. وأسست جمعية المصورين الأفغان.

## حياتها الشخصية
زوجها هو المصور مسعود حسيني منذ 2005. 

## جوائزها
- 2008: جائزة الاستحقاق من برنامج National Geographic All Roads Photography Program. [5]
- 2016: جائزة Premier's للفنون الإبداعية والتصميم. [7]